# EPrix de Monaco
Le ePrix de Monaco est une épreuve comptant pour le championnat du monde de Formule E FIA. Elle a eu lieu pour la première fois le 9 mai 2015 sur le circuit de Monaco.

## Historique
La ePrix de Monaco est le tout premier ePrix disputé en Europe, le 9 mai 2015. Il est notamment marqué par un carambolage après le premier virage qui implique sept pilotes. La course est remportée par Sébastien Buemi, qui devient le premier pilote de Formule E à signer deux victoires.
Disputé en alternance avec le Grand Prix historique de Monaco, l'événement disparait du calendrier en 2016 et est remplacé par le ePrix de Paris. Il refait son apparition en 2017 est a été de nouveau remporté par Sébastien Buemi. Après un an d’absence, le circuit réapparaît en 2019, que celui-ci a été remporté par Jean-Éric Vergne.

## Le circuit
Le ePrix de Monaco est disputé sur une version raccourcie du circuit de Monaco, longue de 1,765 kilomètres, ce qui en fait le circuit le plus court de la Formule E. Le circuit est amputé de plus de 2 kilomètres par rapport à sa version originale utilisée en Formule 1 car il n'emprunte pas la montée de Mirabeau après le virage de Sainte-Dévote, celle-ci étant jugée trop consommatrice en énergie. Les pilotes arrivent donc face à la sortie du tunnel et la chicane du port se transforme en épingle pour retrouver le bureau de tabac.
En 2021, la Formule E décide de disputer la course sur la longueur totale du circuit, cependant, le virage 1 est légèrement modifié, ce qui rend le virage plus serré. À partir de la saison suivante, la course se déroule sur le circuit intégral, avec le même tracé que celui emprunté par les Formule 1.

## Palmarès
| Année | Vainqueur              | Écurie                     | Circuit           | Résultats | Date          |
| ----- | ---------------------- | -------------------------- | ----------------- | --------- | ------------- |
| 2015  | Sébastien Buemi        | e.dams-Renault             | Circuit de Monaco | Résumé    | 9 mai 2015    |
| 2017  | Sebastien Buemi        | e.dams-Renault             | Circuit de Monaco | Résumé    | 13 mai 2017   |
| 2019  | Jean-Éric Vergne       | DS Techeetah               | Circuit de Monaco | Résumé    | 11 mai 2019   |
| 2021  | António Félix da Costa | DS Techeetah               | Circuit de Monaco | Résumé    | 8 mai 2021    |
| 2022  | Stoffel Vandoorne      | Mercedes EQ Formula E Team | Circuit de Monaco | Résumé    | 30 avril 2022 |
| 2023  | Nick Cassidy           | Envision Racing            | Circuit de Monaco | Résumé    | 6 mai 2023    |
| 2024  | Mitch Evans            | Jaguar TCS Racing          | Circuit de Monaco | Résumé    | 27 avril 2024 |

## Classements par nombre de victoires

### Pilotes
| Nombre de victoires | Pilote                 | Années      |
| ------------------- | ---------------------- | ----------- |
| 2 victoires         | Sébastien Buemi        | 2015 , 2017 |
| 1 victoires         | Jean-Éric Vergne       | 2019        |
| 1 victoires         | António Félix da Costa | 2021        |
| 1 victoires         | Stoffel Vandoorne      | 2022        |
| 1 victoires         | Nick Cassidy           | 2023        |
| 1 victoires         | Mitch Evans            | 2024        |

### Écuries
| Nombre de victoires | Écurie                     | Années      |
| ------------------- | -------------------------- | ----------- |
| 2 victoires         | e.dams-Renault             | 2015 , 2017 |
| 2 victoires         | DS Techeetah               | 2019 , 2021 |
| 1 victoires         | Mercedes EQ Formula E Team | 2022        |
| 1 victoires         | Envision Racing            | 2023        |
| 1 victoires         | Jaguar Racing              | 2024        |